# Pałac Europy
Pałac Europy — budynek położony w Strasburg, Francja, który od 1977 roku pełni funkcję siedziby Rada Europy, zastępując poprzedni tzw. "Dom Europy". W latach 1977–1999 budynek ten służył również jako siedziba Parlament Europejski w Strasburgu.

## Tło i historia
Pierwsze posiedzenia Rady Europy odbywały się w reprezentacyjnym budynku z lat 80. XIX wieku, głównym budynku, należącym do Uniwersytetu Strasburskiego (dawniej Kaiser-Wilhelms-Universität),. Między 1950 a 1977 rokiem posiedzenia odbywały się w prowizorycznym, betonowym budynku o czysto funkcjonalnej architekturze, zwanym Domem Europy (Maison de l'Europe), – budynku, który stał w miejscu dzisiejszego trawnika prowadzącego do Pałacu Europy. Architektem tego budynku był Bertrand Monnet.

## Projekt

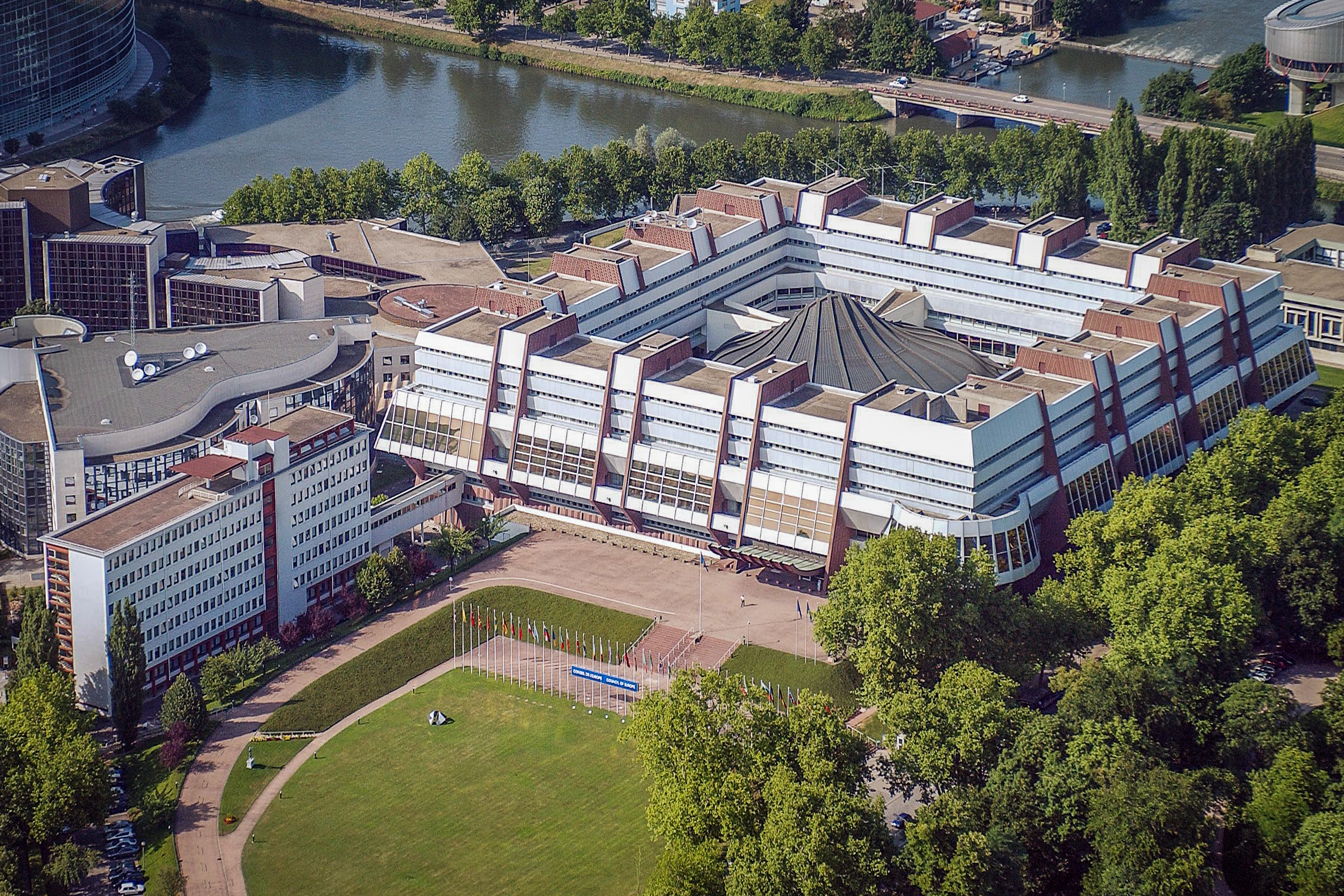
Widok z lotu ptaka na Pałac Europy

Pałac Europy ma kształt kwadratu o boku 106 metrów oraz wysokość 38 metrów (9 pięter). Jego łączna powierzchnia robocza wynosi 64 000 m². Budynek dysponuje 17 salami konferencyjnymi oraz tysiącem biur dla pracowników sekretariatu Rady Europy. Elewacja budynku utrzymana jest w odcieniach czerwieni, srebra i brązu. Pałac Europy mieści się w "Dzielnicy Europejskiej" w Strasburgu, około dwóch kilometrów na północny wschód od Grande Île.
Z zewnątrz Pałac Europy przypomina twierdzę, ponieważ rzędy okien są rozmieszczone niczym wcięcia oblężnicze. Sala posiedzeń Parlamentu jest przykryta ogromną kopułą i przypomina olbrzymią muszlę.